# 田中正長
田中 正長（たなか まさなが、? - 慶長19年（1614年）8月20日）は、戦国時代後期から江戸時代初期の商人。通称は清六。士農工商の身分が流動的な時代にあって、いわば「代官的豪商」、あるいは「豪商代官」として活躍した。豊臣秀吉、徳川家康とも密接な関係を持ち、徳川時代には一時は佐渡金山の代官を務めた。

## 略歴
正長は近江国高島郡田中下城村において、富商とされる父・弥左衛門のもとに生まれる。幼名は石松。6歳で母と離別、9歳で京都の法然寺に修行に出され、12歳で父が自害するなど幼少時はきわめて不遇であったという。
しかし正長は田中吉政の一族とも伝えられ、その縁か、豊臣秀吉の知遇を得て近江国八幡山の留守居となるなど、早くから実力を認められた。その後、豊臣氏の全国政権化に伴い、畿内文化の担い手として奥州の地に鷹買商人して進出し、実力を蓄えたとみられる。特に奥州北部は名鷹の産地として有名で、頻繁に訪れては中央に鷹を運んでいたようであるが、その際に秀吉の意を受けて諸国を巡行し、情報収集や諸勢力への工作などにも従事する隠密的な役割をも担っていたと思われる。特に南部氏との接点は密であり、南部氏と中央政権との交渉の一端を担っていた記録が残っている。
慶長以降、豊臣氏に代わり徳川家康が中央権力を掌握すると徳川氏との関係を深め、関ヶ原の戦いに先立ち諸大名への交渉の使者となるなど、非常に重要な役割を果たした。慶長6年（1601年）、関ヶ原での働きの恩賞として佐渡金山の奉行の一人に任じられたが、2年後の慶長8年（1603年）、同僚の奉行が重税を課したことにより、領民が幕府に出訴し奉行を弾劾した事件に連座、奉行役を免じられた。
その後は敦賀に商売の拠点を置き、諸役御免の廻船商人として日本海側の海運に重要な役割を果たす。晩年は京都に隠棲、剃髪して常秀と号したという。慶長19年（1614年）8月20日、大坂の陣を前にして没した。
正妻はなかったが息子が2人おり、長男の正繁は二代清六を襲名した。次男は出家し、清水寺宝性院僧都の宗親となった。

## 子孫
- 長男の正繁の子孫は代々敦賀に住み、商人となった。江戸時代には住友家と養子のやり取りをするなど豪商としての地位を維持した。
- 詳細は不明ながら、盛岡藩の田中家は正長の子孫もしくは関係者とされる。
- 幕末の会津藩家老田中玄宰で著名な会津藩家臣の田中家は、北畠流村上源氏の田丸氏の子孫を称しているが、初代の田中正玄は佐渡金山の奉行、田中清右衛門正長の息子という。